# Propizepine
Propizepine (tên thương hiệu Depressin, Vagran) là thuốc chống trầm cảm ba vòng (TCA) được sử dụng ở Pháp để điều trị trầm cảm được giới thiệu vào những năm 1970.

## Tổng hợp

Tổng hợp propizepine:

Ngưng tụ axit 2-chloronicotinic (2) với o -phenylenediamine (1) dẫn trực tiếp đến tramyclic lactam (3) Mặc dù phản ứng liên quan đến sự hình thành amide và sự di chuyển thơm của nucleophilic của clo, nhưng không biết thứ tự các bước này. Sự kiềm hóa anion thu được bằng cách xử lý nếu 3 với 1-chloro-2-dimethylaminopropane (4) gắn hợp chất chống trầm cảm propizepine (5).
Bước cuối cùng trong chuỗi này có bằng chứng đáng kể rằng các quá trình kiềm hóa như vậy thường tiến hành thông qua ion aziridinium. Sự tấn công của anion ở carbon thứ cấp hoặc thứ ba của vòng aziridinium sẽ dẫn đến các sản phẩm khác nhau. Điều tra mở rộng về vấn đề này (ví dụ Promethazine, ethopropazine, v.v.) đã xác định rằng sản phẩm từ sự tấn công ở carbon thứ cấp thường chiếm ưu thế.
Điều này có ý định nói là ngay cả khi chloroamine được sử dụng thực sự là 1-dimethylamino-2-chloro-propane, mặc dù vẫn có thể là hỗn hợp các sản phẩm vẫn chủ yếu là sản phẩm phản ứng như trên và không phải là sản phẩm "iso".